# Liste der Ehrenbürger von Mainz

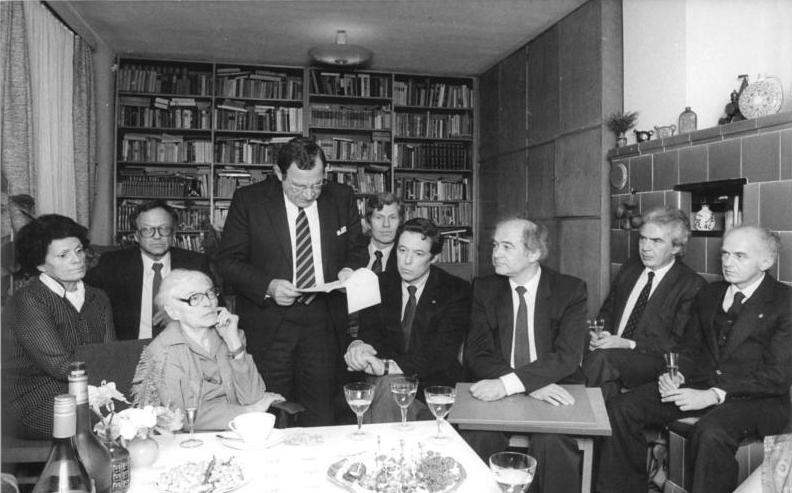
Bild und Text aus dem Bundesarchiv: Anna Seghers wurde die Ehrenbürgerschaft der Stadt Mainz verliehen. Aus diesem Anlass waren in ihrer Berliner Wohnung (v. r. n. l.) Klaus Höpcke, Stellvertreter des Ministers für Kultur der DDR; Harder, Präsident der Gutenberg-Universität Mainz; Bürgermeister Anton Maria Keim, Klaus Bölling, Leiter der Ständigen Vertretung der BRD in der DDR, Weyel (SPD-Fraktionsvorsitzender in Mainz); Oberbürgermeister Jockel Fuchs (stehend), Günter Storch (FDP-Fraktionsvorsitzender in Mainz), Frau Fuchs und andere Persönlichkeiten anwesend. (1981)

Die Stadt Mainz hat seit 1831 insgesamt 49-mal die höchste Auszeichnung, die Ehrenbürgerwürde, an Personen verliehen, die sich besonders um sie verdient gemacht haben. Gesetzlich ist das Ehrenbürgerrecht im Paragraph 23 der Gemeindeordnung des Landes Rheinland-Pfalz festgeschrieben. In einem Fall wurde die Ehrenbürgerwürde wieder aberkannt.
Noch lebende Ehrenbürger von Vororten der Stadt Mainz wurden mit dem Zeitpunkt der Eingemeindung Ehrenbürger von Mainz.
(Stand: Februar 2018)
Ehrenbürger von Mainz in der Reihenfolge der Verleihung des Ehrenbürgerrechts:
1. 1831: Georg Moller, Regierungsbaumeister (erster Ehrenbürger)
2. 1834: Emmanuel von Mensdorff-Pouilly, Vizegouverneur der Bundesfestung Mainz
3. 1835: Bertel Thorvaldsen, Künstler und Bildhauer, Schöpfer des Gutenbergdenkmals
4. 1839: Wilhelm von Müffling genannt Weiß, Vizegouverneur der Bundesfestung Mainz
5. 1839: Friedrich Wilhelm Karl von Preußen, Vizegouverneur der Bundesfestung Mainz
6. 1856: Reinhard Carl Friedrich von Dalwigk, Leitender Minister der Regierung des Großherzogtums Hessen, Kommissar der Provinz Rheinhessen, Hessischer Territorialkommissar in der Bundesfestung Mainz
7. 1864: Franz Xaver von Paumgartten, Vizegouverneur der Bundesfestung Mainz
8. 1871: Woldemar von Schleswig-Holstein-Sonderburg-Augustenburg, Vizegouverneur der Bundesfestung Mainz, Gouverneur der preußischen Festung Mainz
9. 1875: Leopold Hermann von Boyen, Gouverneur der preußischen Festung Mainz
10. 1877: Philipp Veit, Maler, Schöpfer der Mainzer Dombilder
11. 1878: Karl Georg Friedrich Schmitt, Evangelischer Theologe, Superintendent der Provinz Rheinhessen und Prälat der evangelischen Landeskirche
12. 1883: Wilhelm von Woyna, Gouverneur der preußischen Festung Mainz
13. 1886: Edmund Gedult von Jungenfeld, Kaufmann, ehrenamtlicher Leiter der Mainzer Sparkasse
14. 1891: Jakob Hochgesand, Arzt, Leiter des St.-Rochus-Hospitals
15. 1891: Friedrich Küchler, Provinzialdirektor der Provinz Rheinhessen
16. 1898: Carl Rothe, Provinzialdirektor der Provinz Rheinhessen, Staatsminister/Minister des Innern im Großherzogtum Hessen-Darmstadt
17. 1905: Stefan Karl Michel, Stadt-, Kommunal- und Wirtschaftspolitiker, u. a. Vizepräsident des Deutschen Handelstages
18. 1905: Hermann Reinach, Stadtpolitiker, langjähriger Beigeordneter der Stadt Mainz
19. 1907: Karl Georg Bockenheimer, Landgerichtsrat, Kommunalpolitiker, Schriftsteller und Historiker
20. 1908: Max von Gagern, Provinzialdirektor der Provinz Rheinhessen
21. 1915: Ferdinand Kuhn, Großherzoglicher Hessischer Baurat, Bürgermeister der Stadt
22. 1927: Heinrich Ludwig Müller, Kinderarzt, Stadtpolitiker und langjähriger Beigeordneter der Stadt Mainz
23. 1931: Karl Külb, Arzt, Oberbürgermeister der Stadt Mainz
24. 1933: Adolf Hitler, Reichskanzler, formell aberkannt 2002[3]
25. 1934: Heinrich Schrohe, Gymnasiallehrer und Heimatforscher
26. 1936: Ernst Neeb, Archivar, Historiker und Förderer des Denkmalschutzes in Mainz
27. 1951: Wilhelm Christ, Kommunalpolitiker, Gründer der Wohnungsbau GmbH in Mainz
28. 1955: Alfred Freitag, Kommunalpolitiker, Gründer der Arbeiterwohlfahrt in Mainz
29. 1957: Aloys Ruppel, Historiker, Direktor der Mainzer Stadtbibliothek, des Stadtarchives und des Gutenberg-Museums, Gutenbergforscher
30. 1962: Carl Zuckmayer, Schriftsteller
31. 1962: Adam Gottron, Theologe und Historiker für Kirchenmusik
32. 1964: Félix Kir, katholischer Priester, Oberbürgermeister der Mainzer Partnerstadt Dijon
33. 1965: Peter Altmeier, erster Ministerpräsident von Rheinland-Pfalz, Mitbegründer des Zweiten Deutschen Fernsehens
34. 1965: Hermann Reifenberg,  katholischer Theologe und Liturgiewissenschaftler (Ehrenbürger von Ebersheim)
35. 1969: Karl Preller, Rektor des Stammhauses der Schwestern von der Göttlichen Vorsehung in Finthen (Ehrenbürger von Finthen)
36. 1969: Heinrich Dreibus, Kommunalpolitiker und bis zur Eingemeindung Bürgermeister von Hechtsheim (Ehrenbürger von Hechtsheim)
37. 1970: Ludwig Strecker, Verleger, Leiter des Musikverlages Schott
38. 1972: Fritz Straßmann, Chemiker, Hochschullehrer, Mitentdecker der Kernspaltung bei Uran
39. 1975: Hermann Kardinal Volk, Bischof von Mainz
40. 1979: Paul Distelhut, Kommunalpolitiker
41. 1981: Marc Chagall, Maler, gestaltete die nach ihm benannten Fenster in St. Stephan
42. 1981: Anna Seghers, als Netty Reiling in Mainz geboren, Schriftstellerin und langjährige Präsidentin des Schriftstellerverbandes der DDR
43. 1983: Karl Holzamer, Gründungsintendant des ZDF
44. 1984: Erich Schott, Industrieller, Leiter des Glaswerks Schott & Gen.
45. 1989: Jockel Fuchs, Oberbürgermeister
46. 2001: Karl Kardinal Lehmann, Bischof von Mainz
47. 2004: Karl Delorme, Kommunalpolitiker und MdB
48. 2005: Klaus Mayer, katholischer Pfarrer (gewann Marc Chagall als Gestalter der Fenster von St. Stephan)
49. 2018: Margit Sponheimer, Fastnachterin
50. 2022: Özlem Türeci, Uğur Şahin, Christoph Huber, BioNTech-Gründer

Am 21. August 2013 verlieh Oberbürgermeister Michael Ebling die „Mainzelmännchen-Ehrenwürde“ an Anton, Berti, Conny, Det, Edi und Fritzchen. Dies ist laut Stadtverwaltung ein eigens für die Mainzelmännchen geschaffener Titel. Denn formal kann die Ehrenbürgerwürde ausschließlich an lebende Personen verliehen werden.